# أنطون كيرنر فون مارلون
انطون كيرنر فون (بالألمانية: Anton Joseph Kerner von Marilaun)‏ (و. 1831 – 1898 م) هو عالم نبات، وأستاذ جامعي من النمسا .
توفي في فيينا.

## مناصب وهيئات
أدار جامعة فيينا.